# بدرود بافانا
بدرود بافانا (انگلیسی: Goodbye Bafana) فیلمی در ژانر زندگینامه‌ای به کارگردانی بیله آگوست است که در سال ۲۰۰۷ منتشر شد. از بازیگران آن می‌توان به دنیس هیزبرت، جوزف فینز و دیانه کروگر اشاره کرد.